# Зграда Основне школе „Десанка Максимовић”
Зграда Основне школе „Десанка Максимовић” (бивша школа „Миленко Брковић Црни”) налази се у склопу градског језгра Зајечарa. Уписана је у листу заштићених споменика културе Републике Србије од 1982. године (ИД бр. СК 598). 

## Карактеристике
Настала је 1904 године као Основна мушка школа, по пројекту непознатог архитекте. Грађена је као слободни објекат са пространим школским двориштем. Композиција главне фасаде из Доситејеве улице је симетрична и састоји се из средишег ризалита у чијој је основи смештен главни улаз, а на спрату доминирају три велика прозорска отвора свечане сале. Лево и десно у односу на средишњи, надовезују се крила бочних трактова, задржавајући у потпуности симетрични распоред маса. У односу на функционалност зграде, централни део основе заузима улазни, односно степенишни хол, док се трактовима формирају групе учионица, школских канцеларија и кабинета. Објекат је масиван са складним рапоредом прозорских отвора и фасадном пластиком која се састоји из венца, пиластера, прозорских ивица и орнаменталних представа у духу богатог еклектичког ренесанса. Централни ризалит наглашен је још надвишеним кровним венцем са атиком украшеном декорацијама у виду акротерија, што важи и за завршни кровни внац бочних трактова. Стилским декорацијама обилују и ентеријери улазног хола, као и свечане сале.